# Sun Pharmaceutical
Sun Pharmaceutical est une entreprise pharmaceutique indienne, basée à Bombay.

## Histoire
En avril 2014, Sun Pharmaceutical acquiert Ranbaxy pour 3,2 milliards de dollars, détenu auparavant par Daiichi Sankyo à 63,9 %, créant la plus grande entreprise pharmaceutique indienne.
En avril 2015, Daiichi Sankyo vend pour 3,6 milliards de dollars, sa participation de 8,9 % dans Sun Pharmaceutical, qu'il détenait à la suite du rachat de Ranbaxy par Sun Pharmaceutical.